# 준중거리 탄도 미사일

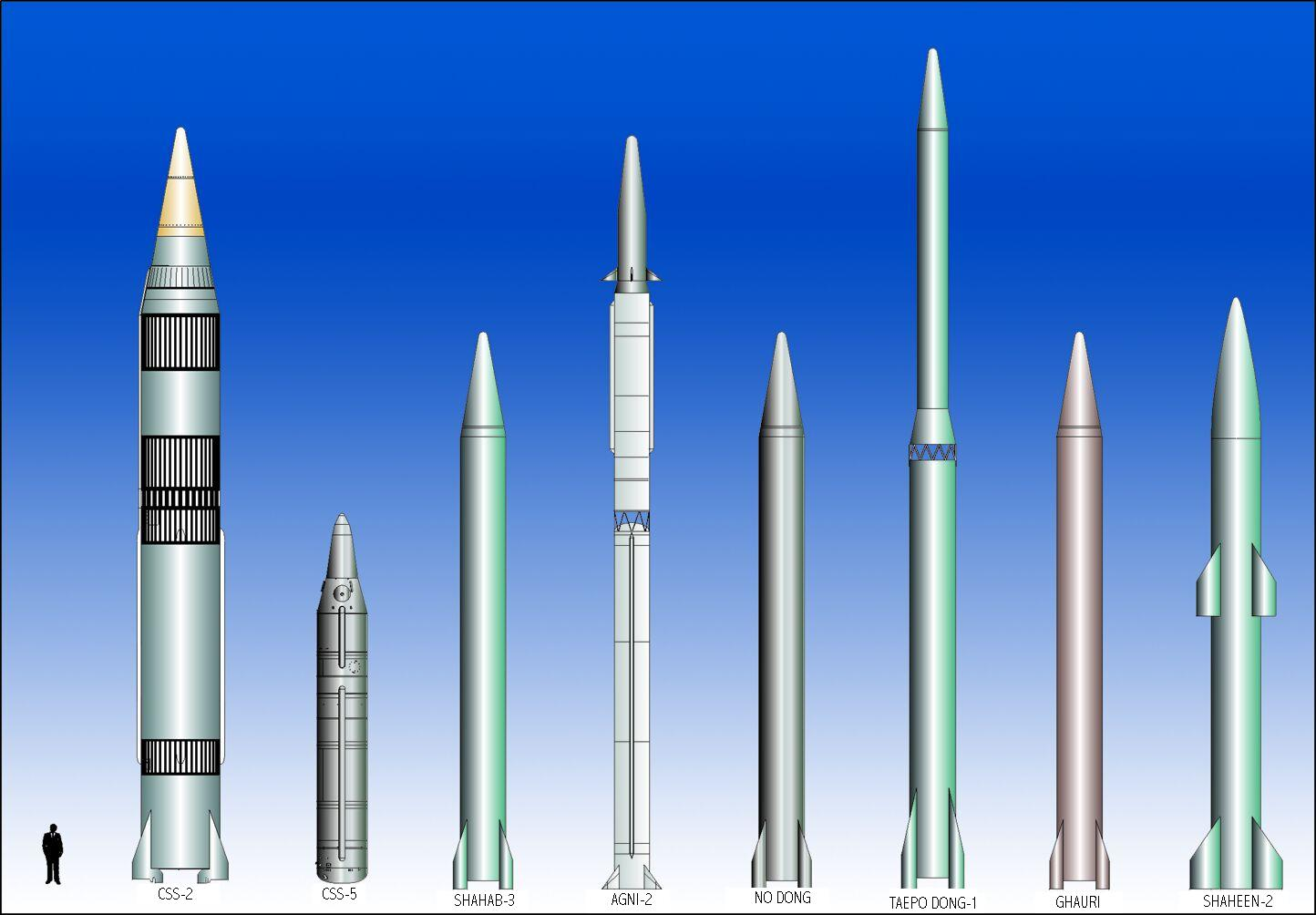

준중거리 탄도 미사일(準中距離彈道誘導彈, 영어: Medium-range ballistic missile, MRBM)은 사거리 1,000 km 이상 3,000 km 이하인 탄도 미사일을 말한다. 최신 분류에서는 사거리 300 km 이상 3,500 km 이하인 탄도 미사일을 전구탄도유도탄(Theatre ballistic missile, TBM)이라고 부른다.

## 각국의 MRBM
- 아그니 1호, 사거리 700–1,250 km,  인도[2]
- 아그니 2호, 사거리 2,000–3,000 km,  인도
- 샤힌 2호[3], 사거리 2,500 km,  파키스탄[4]
- 샤힌 3호, 사거리 2,750 km,  파키스탄
- Ab-abeel 사거리 2,200 km,  파키스탄
- 가우리 1호, 사거리 1,200 km,  파키스탄
- 가우리 2호, 사거리 1,800 km,  파키스탄
- J-600T 을드름 IV, 사거리 2,500 km,  튀르키예
- DF-2, 사거리 1,250 km,  중국
- DF-16, 사거리 1,500 km,  중국
- DF-21, 사거리 1,700 km,  중국
- 예리코 2호, 사거리 1,300 km,  이스라엘
- 노동 1호, 사거리 900–1,300 km,  조선민주주의인민공화국
- 가드르-110, 사거리 2,000–3,000 km,  이란
- 샤하브 3호, 사거리 2,100 km,  이란
- Fajr-3 (2,500 km,  이란
- 아슈라 (미사일) (2,000–2,500 km,  이란
- 세질, 사거리 2,000–2,500 km,  이란
- R-5 포베다, 사거리 1,200 km,  소련
- SS-4 Sandal, 사거리 2,100 km,  소련, 1962년 쿠바 미사일 위기
- PGM-19 쥬피터, 사거리 2,410 km,  미국
- MGM-31 퍼싱, 사거리 1,770 km,  미국
- SSBS S1,  프랑스
- 블루 스트릭 (미사일),  영국
- 현무 미사일 2C, 사거리 800km(공식) ~ 1000km+(추정),  대한민국[5]

## 같이 보기
- SRBM
- MRBM
- IRBM
- ICBM